# Mars (mytologi)

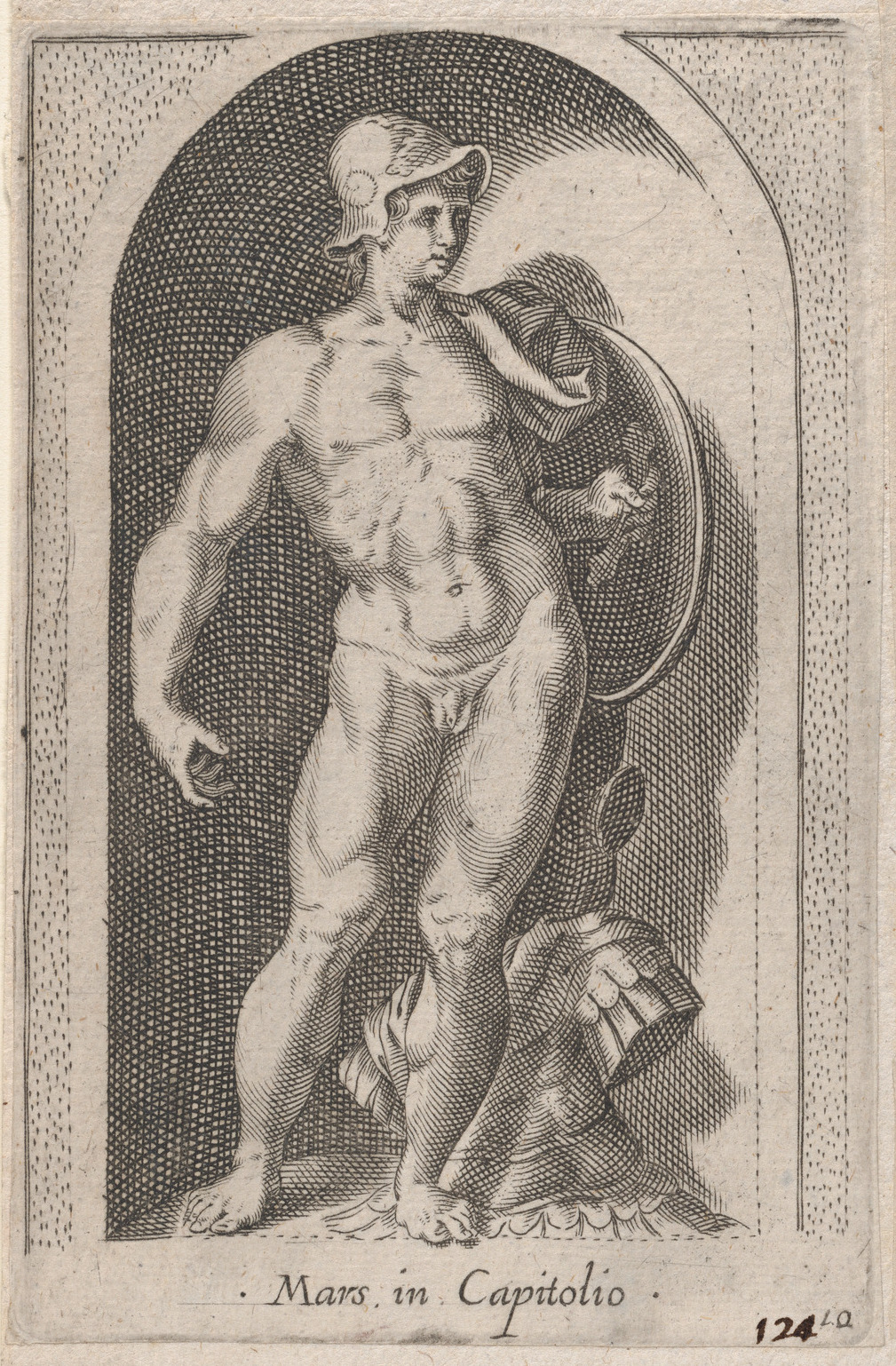
Mars.

Mars anses i romersk mytologi vanligen beteckna romarnas krigsgud och likställdes med grekernas Ares. Han var son till Juno och Jupiter och biträddes av Bellona, som ibland anses som hans hustru, och han var Venus älskare.
Ursprungligen var Mars namnet på en naturgudomlighet. Han synes ha varit gud för alla de fornitaliska stammarna men på så sätt att var och en hade sin. Troligen uppfattades han från början som en jordens gudom, så att han alltefter jordens olika betydelse kunde tänkas dels som vårens och fruktbarhetens, dels som dödens gud. Han var även en spådomsingivelsens skyddsgud, med hackspetten till heligt djur. Han troddes beskydda åkerbruket och boskapsaveln, skydda frukten på jorden samt hjordarna, och åt honom är oxen vid plogen helgad.
I historisk tid var Mars krigsguden. Till honom ställde romarna böner och löften i krig och fältslag och åt honom frambars tackoffer och byten. I Rom firades han sedan urminnes tid på det av honom uppkallade Marsfältet norr om staden. För utövande av Mars kult fanns dels en särskild offerpräst, flamen martialis, dels saliernas prästerskap som i mars månad och oktober med lansen och de heliga sköldarna ancilia i krigisk dräkt utförde en vapendans till gudens ära.
Mars hade i Rom flera helgedomar, den äldsta i den gamla kungaborgen Regia, vidare ett altare på Marsfältet och ett tempel utanför Capenska porten. Augustus byggde åt Mars Ultor ("hämnaren", nämligen med avseende på Julius Caesars mord) ett präktigt tempel vid Augustus forum och ett mindre på Kapitolium
Tisdag på latin heter dies Martis. Ordagrant betyder det "Mars dag". Både månaden mars och planeten Mars är uppkallade efter krigsguden.